# كارلوس أندريس ريفاس
كارلوس أندريس ريفاس (بالإسبانية: Carlos Andrés Rivas) هو لاعب كرة قدم كولومبي في مركز الوسط، ولد في 22 أغسطس 1991 في كاربا في كولومبيا. لعب مع نادي إنفيغادو.

## وصلات خارجية
- كارلوس أندريس ريفاس على موقع قاعدة بيانات كرة القدم.إي يو (الإنجليزية)
- كارلوس أندريس ريفاس على موقع Soccerway.com (الإنجليزية)
- كارلوس أندريس ريفاس على موقع AS.com (الإسبانية)